# Fakultät (Mathematik)
Die Fakultät (manchmal, besonders in Österreich, auch Faktorielle genannt) ist in der Mathematik diejenige Funktion, die jeder natürlichen Zahl das Produkt aller positiven natürlichen Zahlen zuordnet, die diese Zahl nicht übertreffen. Sie wird durch ein dem Funktionsargument nachgestelltes Ausrufezeichen („!“) abgekürzt. Ihre Notation mit dem Ausrufezeichen wurde erstmals 1808 von dem elsässischen Mathematiker Christian Kramp (1760–1826) verwendet, der um 1798 auch die Bezeichnung faculté (französisch „Fähigkeit“) dafür einführte.

## Definition
Für alle natürlichen Zahlen {\displaystyle n} ist die Fakultät
{\displaystyle n!:=\prod _{k=1}^{n}k=1\cdot 2\cdot 3\dotsm n}
als das Produkt der natürlichen Zahlen von {\displaystyle 1} bis {\displaystyle n} definiert. Da das leere Produkt stets gleich 1 ist, gilt
{\displaystyle 0!=1}.
Die Fakultät lässt sich auch rekursiv definieren:
{\displaystyle n!={\begin{cases}1,&n=0,\\n\cdot (n-1)!,&n>0.\end{cases}}}

Die Werte der Fakultäten bilden die Folge A000142 in OEIS.

Diagramm von 0! bis 4!

## Beispiele
Beispielhafte Berechnung der ersten fünf Fakultätswerte:
{\displaystyle {\begin{array}{rll}0!&=1&=1\\1!&=1&=1\\2!&=1\cdot 2&=2\\3!&=1\cdot 2\cdot 3&=6\\4!&=1\cdot 2\cdot 3\cdot 4&=24\\\end{array}}}

## Anwendungen

### Permutationen
In der abzählenden Kombinatorik spielen Fakultäten eine wichtige Rolle, weil {\displaystyle n!} die Anzahl der Möglichkeiten ist, {\displaystyle n} unterscheidbare Gegenstände in einer Reihe anzuordnen. Falls {\displaystyle X} eine {\displaystyle n}-elementige Menge ist, so ist {\displaystyle n!} auch die Anzahl der bijektiven Abbildungen {\displaystyle X\to X}, also die Anzahl der Permutationen von {\displaystyle X}. Dies gilt insbesondere auch für den Fall {\displaystyle n=0}, da es genau eine Möglichkeit gibt, die leere Menge auf sich selbst abzubilden.
Beispielsweise gibt es bei einem Autorennen mit sechs Fahrern {\displaystyle 6!} verschiedene Möglichkeiten für die Reihenfolge beim Zieleinlauf, wenn alle Fahrer das Ziel erreichen. Für den ersten Platz kommen alle sechs Fahrer in Frage. Ist der erste Fahrer angekommen, können nur noch fünf Fahrer um den zweiten Platz konkurrieren. Für die Belegung des zweiten Platzes ist es maßgeblich, welcher der sechs Fahrer nicht berücksichtigt werden muss (da er bereits auf Rang 1 platziert ist). Daher muss für jede Belegungsmöglichkeit von Platz 1 gesondert gezählt werden, wie viele Belegungsmöglichkeiten für Platz 2 bestehen. Für die Belegung der Plätze 1 und 2 ergeben sich bei sechs Fahrern daher {\displaystyle 6\cdot 5=30} Möglichkeiten. Ist auch der zweite Platz vergeben, kommen für den dritten Platz nur noch vier Fahrer in Frage, woraus sich für die ersten drei Plätze und sechs Fahrer {\displaystyle 6\cdot 5\cdot 4=120} Belegungsmöglichkeiten ergeben usw. Letztlich gibt es also
{\displaystyle 6!=6\cdot 5\cdot 4\cdot 3\cdot 2\cdot 1=720}
verschiedene Ranglisten für den Zieleinlauf.

### Binomialkoeffizienten
Ein Begriff, der in der abzählenden Kombinatorik eine ähnlich zentrale Stellung wie die Fakultät einnimmt, ist der Binomialkoeffizient
{\displaystyle {n \choose k}={\frac {n!}{k!\,(n-k)!}}}.
Er gibt die Anzahl der Möglichkeiten an, aus einer {\displaystyle n}-elementigen Menge eine {\displaystyle k}-elementige Teilmenge auszuwählen. 
Zum Beispiel gibt es beim Zahlenlotto 6 aus 49 insgesamt 13 983 816 mögliche Ziehungen:
{\displaystyle {49 \choose 6}={\frac {49!}{6!\,(49-6)!}}=13\,983\,816}
Das bedeutet, dass die Wahrscheinlichkeit, bei dem Lottospiel 6 aus 49 zu gewinnen, nur 1/13983816 und somit weniger als ein Zehnmillionstel beträgt.

### Höhere Ableitungen von Potenzfunktionen
Das Bilden von höheren Ableitungen einer Potenzfunktion {\displaystyle f(x)=x^{n}} mit {\displaystyle n\in \mathbb {N} } führt auf Fakultäten: Wiederholtes Anwenden der Potenzregel liefert
{\displaystyle {\begin{aligned}(x^{n})'&=nx^{n-1}\\(x^{n})''&=n(n-1)x^{n-2}\\&\vdots \\(x^{n})^{(k)}&=n(n-1)\cdots (n-k+1)x^{n-k}\quad (k\leq n)\end{aligned}}}
Durch Erweitern mit {\displaystyle (n-k)!} erhält man für die {\displaystyle k}-te Ableitung von {\displaystyle x^{n}\ (k\leq n)} die Formel 
{\displaystyle (x^{n})^{(k)}={\frac {n!}{(n-k)!}}x^{n-k}},
die den Spezialfall {\displaystyle (x^{n})^{(n)}=n!} enthält.

### Taylorsche Reihen und Eulersche Zahl
Eine prominente Stelle, an der Fakultäten vorkommen, sind die Taylorreihen glatter Funktionen wie der Sinusfunktion und der Exponentialfunktion.
Die Exponentialfunktion hat die einfachste aller Taylorreihen mit Fakultäten in Abhängigkeit vom Index im Nenner des Summanden:
{\displaystyle \exp(x)=\sum _{k=0}^{\infty }{\frac {x^{k}}{k!}}={\frac {1}{0!}}+{\frac {x}{1!}}+{\frac {x^{2}}{2!}}+{\frac {x^{3}}{3!}}+{\frac {x^{4}}{4!}}+\dotsb }
Insbesondere ist die Eulersche Zahl {\displaystyle \mathrm {e} } die Summe der Kehrwerte der Fakultäten
{\displaystyle \mathrm {e} =\exp(1)=\sum _{k=0}^{\infty }{\frac {1}{k!}}={\frac {1}{0!}}+{\frac {1}{1!}}+{\frac {1}{2!}}+{\frac {1}{3!}}+{\frac {1}{4!}}+\dotsb \approx 2{,}71828182845904523536}
und ihr Kehrwert die alternierende Summe desselben Musters:
{\displaystyle {\frac {1}{\mathrm {e} }}={\frac {1}{\exp(1)}}=\exp(-1)=\sum _{k=0}^{\infty }{\frac {(-1)^{k}}{k!}}={\frac {1}{0!}}-{\frac {1}{1!}}+{\frac {1}{2!}}-{\frac {1}{3!}}+{\frac {1}{4!}}\pm \dotsb \approx 0{,}3678794411714423215955}

## Numerische Berechnung und Näherung

Die Fakultät und die Stirlingformel

### Rekursive und iterative Berechnung
Der numerische Wert für {\displaystyle n!} kann gut rekursiv oder iterativ berechnet werden, falls {\displaystyle n} nicht zu groß ist.
Die größte Fakultät, die von den meisten handelsüblichen Taschenrechnern berechnet werden kann, ist {\displaystyle 69!\approx 1{,}7\cdot 10^{98},} da {\displaystyle 70!\approx 1{,}2\cdot 10^{100}} außerhalb des üblicherweise verfügbaren Zahlenbereiches liegt. Die größte als Gleitkommazahl im Format double precision des IEEE-754-Standards darstellbare Fakultät ist {\displaystyle 170!\approx 7{,}3\cdot 10^{306}}.

### Pythonprogramm
Mit Bibliotheken für sehr große Ganzzahlen (keine Limitierung auf 32, 64 oder z. B. 512 Bit) benötigt zum Beispiel ein Intel Pentium 4 für die Berechnung von 10000! nur wenige Sekunden. Die Zahl hat 35660 Stellen in der Dezimaldarstellung, wobei die letzten 2499 Stellen nur aus der Ziffer Null bestehen.
```
# Syntax: Python 3.7

n
 
=
 
int
(
input
(
'Fakultät von n = '
))

f
 
=
 
1

for
 
i
 
in
 
range
(
1
,
 
n
 
+
 
1
):

    
f
 
*=
 
i

print
(
f
'
{
n
}
! = 
{
f
}
'
)

```

Rekursive Lösung
```
def
 
fak
(
n
:
 
int
)
 
->
 
int
:

    
return
 
1
 
if
 
n
 
<=
 
1
 
else
 
n
 
*
 
fak
(
n
 
-
 
1
)

```

### Näherung mit der Stirling-Formel
Wenn {\displaystyle n} groß ist, bekommt man eine gute Näherung für {\displaystyle n!} mit Hilfe der Stirling-Formel:
{\displaystyle n!\sim {\sqrt {2\pi n}}\cdot \left({\frac {n}{\mathrm {e} }}\right)^{n}}
Dabei bedeutet {\displaystyle \sim }, dass der Quotient aus linker und rechter Seite für {\displaystyle n\to \infty } gegen {\displaystyle 1} konvergiert.
Durch Approximation (statt Abschneiden) der Stirling-Reihe gelang Bill Gosper eine noch bessere Näherung:
{\displaystyle n!\sim {\sqrt {\left(2n+1/3\right)\pi }}\cdot \left({\frac {n}{\mathrm {e} }}\right)^{n}}

## Fakultät-ähnliche Funktionen
Es gibt eine Reihe weiterer Folgen und Funktionen, die in ihrer Definition oder ihren Eigenschaften ähnlich aussehen wie die Fakultät:

### Gammafunktion

Die Gammafunktion

Die Gammafunktion {\displaystyle \Gamma (z)} verallgemeinert die Fakultät und ist eine stetige Fortsetzung ihres Definitionsbereichs von den natürlichen hin zu den komplexen Zahlen:
{\displaystyle z!=\Gamma (z+1)} für {\displaystyle z\in \mathbb {C} } und {\displaystyle \Re {(z)}>0}
{\displaystyle \Gamma (z)=\int \limits _{0}^{\infty }t^{z-1}\mathrm {e} ^{-t}\mathrm {d} t=\int _{0}^{1}{(-\log {t})^{z-1}\mathrm {d} t}}
Für {\displaystyle z\in \mathbb {C} \setminus \mathbb {Z_{\leq 0}} } kann die Gammafunktion folgendermaßen erweitert werden:
{\displaystyle \Gamma (z)=\sum _{n=0}^{\infty }{\frac {(-1)^{n}}{n!(n+z)}}+\int _{1}^{\infty }t^{z-1}e^{-t}\mathrm {d} t}

### Faktorielle
Eine kombinatorische Verallgemeinerung stellen die steigenden und fallenden Faktoriellen {\displaystyle (n)_{k}} und {\displaystyle (n)^{k}} dar, denn {\displaystyle (n)_{n}=(1)^{n}=n!}.

### Primorial (Primfakultät)
| n | n# | n | n#  |
| - | -- | - | --- |
| 1 | 1  | 5 | 30  |
| 2 | 2  | 6 | 30  |
| 3 | 6  | 7 | 210 |
| 4 | 6  | 8 | 210 |

Die Primfakultät einer Zahl ist das Produkt der Primzahlen kleiner oder gleich der Zahl:
{\displaystyle n_{\#}=\prod _{\scriptstyle p\,=\,2 \atop \scriptstyle p\,\in \,\mathbb {P} }^{n}p\quad }

### Subfakultät
| n | !n | n | !n    |
| - | -- | - | ----- |
| 1 | 0  | 5 | 44    |
| 2 | 1  | 6 | 265   |
| 3 | 2  | 7 | 1854  |
| 4 | 9  | 8 | 14833 |

Die vor allem in der Kombinatorik auftretende Subfakultät
{\displaystyle !n=n!\cdot \sum _{k=0}^{n}{\frac {(-1)^{k}}{k!}}}
bezeichnet die Anzahl aller fixpunktfreien Permutationen von {\displaystyle n} Elementen.

### Doppelfakultät
| n | n!! | n | n!! |
| - | --- | - | --- |
| 1 | 1   | 5 | 15  |
| 2 | 2   | 6 | 48  |
| 3 | 3   | 7 | 105 |
| 4 | 8   | 8 | 384 |

#### Definition
Die seltener verwendete Doppelfakultät oder doppelte Fakultät ist für gerade {\displaystyle n} das Produkt aller geraden Zahlen kleiner gleich {\displaystyle n}. Für ungerade {\displaystyle n} ist es das Produkt aller ungeraden Zahlen kleiner gleich {\displaystyle n}:
{\displaystyle n!!={\begin{cases}n\cdot (n-2)\cdot (n-4)\dotsm 2&{\text{für }}n{\text{ gerade und }}n>0,\\n\cdot (n-2)\cdot (n-4)\dotsm 1&{\text{für }}n{\text{ ungerade und }}n>0,\\1&{\text{für }}n\in \{-1,0\}\end{cases}}}
Oft werden anstelle der Doppelfakultät Ausdrücke mit der gewöhnlichen Fakultät verwendet. Es gilt:
{\displaystyle (2k)!!=2^{k}k!}
{\displaystyle (2k-1)!!={\frac {(2k)!}{2^{k}k!}}}
Werden nicht-ganzzahlige Funktionswerte zugelassen, dann gibt es genau eine Erweiterung auf negative ungerade Zahlen, sodass {\displaystyle n!!=n\cdot (n-2)!!} für alle ungeraden ganzen Zahlen {\displaystyle n} gilt. Man erhält die Formel {\displaystyle n!!={\tfrac {1}{n+2}}\cdot {\tfrac {1}{n+4}}\dotsm {\tfrac {1}{1}}} für ungerade {\displaystyle n<0}.
Die Werte der Doppelfakultäten bilden die Folge A006882 in OEIS.

#### Beispiele
- {\displaystyle 6!!=6\cdot 4\cdot 2=48}
- {\displaystyle 7!!=7\cdot 5\cdot 3\cdot 1=105}

#### Anwendungsbeispiele
- Die Anzahl {\displaystyle P_{2n}} der {\displaystyle n}-stelligen Kombinationen aus elementfremden Paaren gebildet aus {\displaystyle 2n} Elementen wird gegeben durch die Rekursion {\displaystyle P_{2n}=(2n-1)P_{2n-2}} mit Rekursionsanfang {\displaystyle P_{2}=1} (2 Elemente!). Auflösung der Rekursion ergibt {\displaystyle P_{2n}=(2n-1)!!}. Sollen z. B. {\displaystyle 2n} Mannschaften durch Verlosung paarweise aufeinandertreffen, dann ist die Wahrscheinlichkeit, dass dabei zwei bestimmte gegeneinander spielen, gegeben durch {\displaystyle {\frac {P_{2n-2}}{P_{2n}}}={\frac {1}{2n-1}}}.
- Die Anzahl der Elemente der Hyperoktaedergruppe {\displaystyle B_{n}} ist {\displaystyle (2n-1)!!}.
- Die Anzahl der fixpunktfreien involutorischen Permutationen von {\displaystyle 2n} Elementen ist {\displaystyle (2n)!!}.
- Das {\displaystyle 2n}-te Moment der Standardnormalverteilung ist {\displaystyle (2n-1)!!}.
- Für natürliche {\displaystyle n} gilt {\displaystyle (2n-1)!!={\frac {2^{n}}{\sqrt {\pi }}}\Gamma \left(n+{\frac {1}{2}}\right)}.

### Multifakultät
Analog zur doppelten Fakultät wird eine dreifache ({\displaystyle n!!!}), vierfache ({\displaystyle n!!!!}), …, {\displaystyle k}-fache Fakultät ({\displaystyle n!^{(k)}}) rekursiv definiert:
{\displaystyle n!^{(k)}:={\begin{cases}1&{\text{falls }}n=0\\n&{\text{falls }}0<n\leq k\\n(n-k)!^{(k)}&{\text{falls }}n>k\end{cases}}}

### Weitere verwandte Funktionen
- Smarandache-Funktion
- Superfakultät
- Hyperfakultät

## Primzahlexponenten
Falls nicht die vollständige Zahl {\displaystyle n!} gesucht ist, sondern nur der Exponent einer ihrer Primfaktoren, lässt sich dieser direkt und effizient ermitteln.
{\displaystyle v_{p}(n!)={\begin{cases}0&{\text{falls }}n<p\\\lfloor n/p\rfloor +v_{p}(\lfloor n/p\rfloor !)&{\text{sonst}}\end{cases}}}
Hier steht {\displaystyle v_{p}(k)} für den Exponenten von {\displaystyle p} in der Primfaktorzerlegung von {\displaystyle k}.
Im obigen Beispiel wäre für die Anzahl der Nullen am Ende von 10.000! der Exponent der 5 zu bestimmen, der Exponent der 2 ist auf jeden Fall größer.
{\displaystyle {\begin{aligned}v_{5}(10{.}000!)&=2000+v_{5}(2000!)\\&=2000+400+v_{5}(400!)\\&=2000+400+80+v_{5}(80!)\\&=2000+400+80+16+v_{5}(16!)\\&=2000+400+80+16+3+v_{5}(3!)\\&=2000+400+80+16+3+0\\&=2499\end{aligned}}}